# Gonçalo Ribeiro Telles
Gonçalo Ribeiro Telles (Lisbona, 24 maggio 1922 – Lisbona, 11 novembre 2020) è stato un politico portoghese, ingegnere agronomo e paesaggista.
Laureato in Ingegneria agraria e architettura del paesaggio nel 1950, fu socio fondatore dell'Associazione Portoghese degli Architetti Paesaggisti (APAP). Fu il fondatore del Partito Popolare Monarchico nel 1974 e del Partito della Terra nel 1993. Fu vincitore del Premio IFLA Sir Geoffrey Jellicoe 2013.